# Adolf Ditscheiner

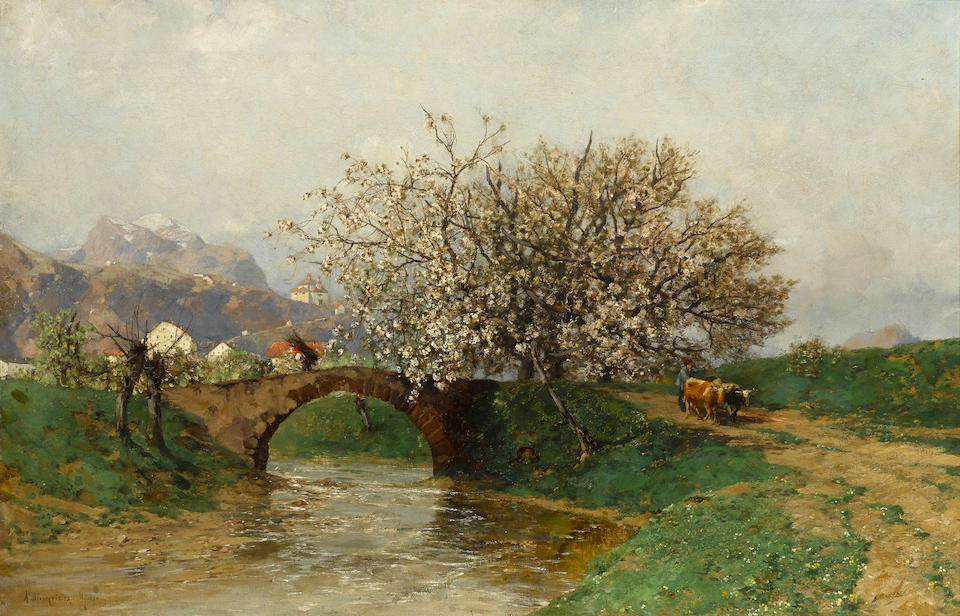
Apfelblüten

Adolf Gustav Ditscheiner (* 29. Juni 1846 Wien; † 12. Januar 1904 ebenda) war ein österreichischer Landschaftsmaler.
Ditscheiner studierte von 1866 bis 1873 an der Akademie der bildenden Künste Wien bei Albert Zimmermann und Eduard Peithner von Lichtenfels. 1871 wurde er Mitglied des Wiener Künstlerhauses.
Von 1876 bis 1878 setzte er sein Studium in München fort, danach kehrte er nach Wien zurück.
Ditscheiner war als Landschaftsmaler vor allem in Bayern, Österreich, der Schweiz und Südtirol tätig. Er gilt neben Emil Jakob Schindler als einer der bedeutendsten Maler des österreichischen Stimmungsimpressionismus.
Er erhielt Auszeichnungen bei der Weltausstellung in Wien 1873 und der in Chicago (1893). 1899 wurde er mit der Kleinen goldenen Staatsmedaille ausgezeichnet.
Nach seinem Tod 1904 fand im Wiener Künstlerhaus eine Gedenkschau statt.